# 畢麗莎
畢麗莎 MLA（1975/76年—），加拿大政治人物，2017年起以卑詩新民主黨黨員身份擔任卑詩省議會楓樹嶺—匹特草原選區議員，同年起任職卑詩省內閣廳長，現為該省教育及兒童保育廳長。

## 生平
畢麗莎於卑詩省楓樹嶺成長，從湯瑪士·黑尼中學（Thomas Haney Secondary School）畢業後到維多利亞大學進修，從該校獲取地方政府管理文憑。她其後於越洋航空任職空中服務員，期間涉足工會活動，並一度出任代表越洋航空溫哥華基地空中服務員的加拿大公共僱員工會4078號分會副總裁。她於2014年市選競逐楓樹嶺—匹特草原校區學務委員，獲得6433票當選，首度出任民選公職。
她於2016年10月宣布尋求卑詩新民主黨楓樹嶺—匹特草原選區候選人提名，2017年省選代表新民主黨競逐該選區省議員職務，擊敗尋求連任的卑詩自由黨候選人李德明晉身省議會。新民主黨在卑詩綠黨支持下籌組少數政府，而畢麗莎則獲新任省長賀謹委任入閣為旅遊、藝術及文化廳長，同年7月18日宣誓就任。她於2018年因進行心臟手術而需暫時離職數周，其職務由布嫻妮代理。
2020年省選新民主黨贏取多數政府，連任議員的畢麗莎則改任公民服務廳長。馬蘭妮於2022年9月28日辭任旅遊、藝術、文化及體育廳長後，畢麗莎兼任該職。她於2022年12月7日在新任省長尹大衛內閣中留任公民服務廳長，旅遊藝術文化及體育廳長職務則由布嫻妮繼任。尹大衛於2024年2月微調內閣，畢麗莎改任專上教育及未來技術廳長，接替離職的羅品珍。
2024年省選後新民主黨維持執政地位，畢麗莎再度連任議員，並於尹大衛內閣中改任教育及兒童保育廳長。

## 外部連結
- （英文）卑詩省議會網站 畢麗莎議員簡介 （页面存档备份，存于）